# 日迦美容集團
日迦美容集團有限公司，簡稱日迦美容集團，以及日迦美容（英語：YASashii Beauty Group Limited），在1990年由許太創立，現時由許嘉韻為主席，而楊玉梅則在2010年，以數百萬投資該公司。
主要經營美容、按摩、纖體、脫毛及醫學美肌服務，黎燕珊曾為其代言。現任代言人為主持界美女 可宜。
現有分店，分別位於坑口東港城、新蒲崗Mikiki、將軍澳康盛花園。最新旗艦店位於觀塘Apm，於2021年4月開幕。

## 連結
- yasashiibeauty.com.hk （页面存档备份，存于）